# Sturzfaktor
Der Sturzfaktor {\displaystyle f_{s}} ist eine Kenngröße bei einem Sturz in eine Auffangausrüstung (Seil, Falldämpfer, Höhensicherungsgerät, …), wie er beim Klettern, bei seilunterstützen Arbeitsverfahren und bei der seilunterstützten Baumklettertechnik vorkommen kann.
Der Sturzfaktor wird berechnet als Quotient aus der  Höhe {\displaystyle h} des Sturzes und der Länge {\displaystyle l} des ausgegebenen Verbindungsmittels (z. B. des Seils inklusive der Verbindungselemente (Karabiner) bis zur Öse des Klettergurtes):
{\displaystyle f_{s}={\frac {h}{l}}}

## Bedeutung

Sturzfaktoren

Der Sturzfaktor ist eine Größe bei der Entstehung der Kräfte (Fangstoß) in einem Auffangsystem (beim Klettern oder bei der Verwendung von persönlicher Schutzausrüstung gegen Absturz im Beruf).
Da man üblicherweise nicht mehr als die doppelte ausgegebene Länge der Verbindung zwischen Ankerpunkt und Gurt fallen kann (siehe Grafik), ist der maximale Sturzfaktor 2 (entspricht einem Sturz des Vorsteigers in den Stand beim Alpinklettern ohne Zwischensicherung). Ausnahme sind Klettersteige oder die „Sicherung“ an vertikalen Strukturen wie Rohren oder Seilen.
Beim Testen von Seilen wird der Normsturz angewendet, um die Qualität der Seile vergleichen zu können. Der Normsturz ist durch europäische Normen vorgegeben, sein Sturzfaktor beträgt ungefähr 1,7.